# 井口岳洋
井口 岳洋（いぐち たけひろ）は、日本のテレビプロデューサー。毎日放送スポーツ局長。

## 来歴・人物
大阪府立北野高等学校、京都大学工学部石油学科卒業後、1992年に毎日放送に入社。同期にアナウンサーの上泉雄一と武川智美、テレビプロデューサーの新堂裕彦がいる。入社数年間はラジオ番組制作に就き、その後は数々のテレビ番組の制作に携わり、東京支社へ異動。支社で東京制作室、東京支社テレビ編成部長。2016年11月、派遣社員へのセクシャルハラスメントで懲戒処分。本社事業部長などを経て、現在に至る。
ラジオ番組ディレクター時代、北野高校の後輩であり大阪で弁護士として活動していた橋下徹（元大阪市長、元大阪府知事）を初めて出演させたことで、後に橋下のテレビ出演が増えるようになったというエピソードがある。

## 過去の担当番組
- 超!よしもと新喜劇（ディレクター）
- せやねん!（総合演出・プロデューサー）
- ランキンの楽園（プロデューサー）
- 地球感動配達人 走れ!ポストマン（プロデューサー）
- イチハチ（プロデューサー）
- 情熱大陸（プロデューサー）ほか
2007年9月から2009年3月まで担当し、2010年9月5日放送「沖仁」編よりプロデューサーとして復帰し、同年12月19日放送「柳家三三」編まで担当。
- ジャパーン47ch（プロデューサー）
- 使える芸能人は誰だ!?プレッシャーバトル!!→プレバト!!（プロデューサー）
- 日10☆演芸パレード（プロデューサー）
- 北野演芸館〜たけしが本気で選んだ芸人大集結SP〜（プロデューサー）
- 彼岸島 デラックス（製作委員会）
- 闇金ウシジマくんpart3（製作委員会）
- 闇金ウシジマくん ザ・ファイナル（製作委員会）
- 劇場版 黒執事 Book of the Atlantic（製作委員会）
- 映画 咲-Saki-（編成）